# アクティブスタビリティコントロール
アクティブスタビリティコントロール（英: Active Stability Control, ASC）は、三菱自動車工業が開発した車両のコントロール方法の一つ。
ブレーキコントロールであるアンチスキッドブレーキシステムABSを利用して、特にコーナーリング時に車両が外側に膨らんだりスピンしたりするのを防ぐ装置。ボッシュ社がパテントを持つ横滑り防止機構装置の一つ。
4輪独立のABSの回転センサの信号と、コーナーリングGとハンドル切れ角を統合的に判断し、外側車輪が回りすぎていると判断した場合、外側後ろから前のブレーキを自動的に働かせることで、外側へのふくらみを押さえたり、スピンするレベルになると、前側～内側車輪にもブレーキをかける動作ができる。